# كلية الإمام الهادي
جامعة الإمام الهادي جامعة خاصة سودانية، تأسست  كمؤسسة الامام الهادي للدراسات الإسلامية في عام 1996م ثم تطور المعهد الي مركز الامام الهادي للدراسات الاضافية وعلوم الحاسوب في عام 1999م

## الموقع
تقع الجامعة في ام درمان حيث الموقع الرئيسي يقع في ام درمان الملازمين (الشئون العلمية) وباقي الكليات موجوده في بعض الأماكن .

## أقسام الكلية
تضم الجامعة العديد من الكليات

### البكالوريوس
- كلية الدعوة دراسات اسلامية-دعاية فقهية-عقيدة-أصول الدين-الاديان و الدراسات الاستراتيجية امدرمان (الفتيحاب)
- كلية الطب البشرى (6 سنوات) امدرمان (شارع الإذاعة)
- كلية المختبرات الطبية (5 سنوات) امدرمان(شارع الإذاعة)
- كلية الصيدلة(5سنوات) امدرمان (البحيرة)
- كلية طب الفم والاسنان(5 سنوات)الخرطوم  (كافوري)
- كلية التغذيةالعلاجية (5 سنوات).امدرمان(البحيرة)
- كلية الطب البيطري (5 سنوات).أمدرمان(البحيرة)
- كلية علوم التمريض (4 سنوات).أمدرمان(البحيرة)
- كلية الصحة العامة الخرطوم (كافوري)
- كلية الهندسة هندسة كهرباء (قدرة-تحكم) الخرطوم (كافوري)
- كلية الهندسة معمار الخرطوم (كافوري)
- كلية الهندسة مدنية الخرطوم (كافوري)
- كلية الهندسة نفط الخرطوم (كافوري)
- كلية الهندسة ميكانيكا أمدرمان (العرضة)
- كلية الهندسة طبية أمدرمان (العرضة)
- كلية الهندسة زراعة أمدرمان (العرضة)
- كلية الهندسة تعدين أمدرمان(العرضة)
- كلية الهندسة مساحة أمدرمان(العرضة)
- كلية العلوم و التقانة قسم الفيزياء-قسم الاحياء-قسم الفيزياء-قسم الرياضيات (5 سنوات) امدرمان (العرضة)
- كلية التربية قبل المدرسة ورياض الأطفال أمدرمان (ود نوباوي)
- كلية العلوم التجارية (قسم المحاسبة – قسم إدارة الأعمال – قسم إدارة الموارد البشرية – قسم إدارة التسويق-قسم التأمين-قسم الاحصاء).أمدرمان(شارع الاذاعة)

- كلية الاقتصاد والدراسات المصرفية والمالية:(قسم الاقتصاد-قسم الدراسات المالية والمصرفية-بنوك و تمويل- دراسات سياسية-دراسات إجتماعية ).امدرمان (شارع الاذاعة)

- كلية الأداب: (اللغة الإنجليزية – علم النفس-لغة فرنسية-فلسفة-لغة صينية-لغة تركية).امدرمان(ود نوباوي)

- كلية التربية مرحلة ثانوية عامة-مرحلة الاساس-مرحلة المتوسطة.أمدرمان (الفتيحاب)
- كلية التربية البدنية امدرمان(الفتيحاب)
- كلية علوم الحاسوب و تقانة المعلومات علوم الحاسوب (شهادة علمية).امدرمان (شارع الاذاعة)

- كلية علوم الحاسوب و تقانة المعلومات تقانة المعلومات (شهادة علمية -شهادة أدبية).امدرمان(شارع الاذاعة)
- كلية علوم الحاسوب و تقانة المعلومات نظم المعلومات (شهادة عملية- شهادة ادبية)امدرمان(شارع الاذاعة)
- كلية علوم الحاسوب و تقانة المعلومات هندسة برمجيات أمدرمان(شارع الاذاعة)
- كلية الفنون و التصميم:(قسم الفندقة-قسم دراما-قسم التلوين -قسم السياحة-قسم التصميم الداخلي-قسم الإرشاد السياحي).أمدرمان(ود نوباوي)
- كلية الشريعة والقانون.امدرمان(الفتيحاب)
- كلية الإعلام (الاعلام-علاقات عامة -علوم إتصال-اذاعة و تلفاز)امدرمان(ود نوباوي)

### الدبلومات التقنية (نظام الثلاث سنوات/قابل للإرتقاء)
- دبلوم الهندسة الكهربائية (الحائز على الرقم الهندسي):الخرطوم (كافوري)

- هندسة الاتصالات – قسم هندسة الالات والاجهزة.

الخرطوم (كافوري)
- قسم هندسة الإلكترونيات (شهادة علمية).

الخرطوم (كافوري)
- دبلوم الإعلام والعلاقات العامة. أمدرمان(ود نوباوي)

- دبلوم علم النفس ورياض الأطفال. امدرمان(ود نوباوي)

- دبلوم تقنية المعلومات المحاسبية. أمدرمان(شارع الإذاعة)

- دبلوم صيانة الحاسوب (الحائز على الرقم الهندسي).الخرطوم(كافوري)
- دبلوم محاسبة-دبلوم إدارة اعمال-دبلوم تأمين-دبلوم بنوك ومصارف- دبلوم إقتصاد. أمدرمان (شارع الاذاعة)
- دبلوم تقنية شبكات الحاسوب.أمدرمان(شارع الاذاعة)
- دبلوم علوم الحاسوب. امدرمان(شارع الاذاعة)
- دبلوم نظم المعلومات. امدرمان(شارع الإذاعة)
- دبلوم تقنية المعلومات الإدارية.[2] الأقسام

 البرامج الأكاديمية المستقبلية